# Малий Аджалицький лиман
Мали́й Аджали́цький лиман або Григо́рівський лима́н (тур. Küçük Ağalık liman) — лиман в Україні, в межах Одеського району Одеської області. Розташований на північному узбережжі Чорного моря, за 30 км на північний схід від міста Одеси.

## Опис
Довжина лиману бл. 12 км, ширина від 300 м (у верхів'ях) до 1,5 км (у пониззі), площа 5,8 (у минулому 8 км²). Пересічна глибина 1,8 м. Вода в лимані солонувата (солоність становить 10—13‰, макс. 18‰). У природному стані лиман відокремлювався від моря вузьким (до 125 м) піщаним пересипом, висота якого не перевищувала 1,3—1,7 м. Температура води влітку до +22, +26; взимку лиман замерзає. Донні відклади представлені глинами і пісками, перекритими шаром мулу.
З півночі до лиману впадає річка Малий Аджалик. З півдня лиман з'єднаний з Чорним морем судноплавним каналом (споруджений 1974 р.) завдовжки 3 км, завширшки 165 м і завглибшки 14 м. Завдяки цьому лиман штучно перетворений на морську затоку, зазнали перетворень пересип і береги.

## Флора і фауна
Серед водної рослинності — рдесник, цистозейра, зостера, комиш. Водяться хамса, бичок, камбала та інші.
До Григорівського лиману регулярно заходять дельфіни, частіше дельфіни білобокі (Delphinus delphis), рідше — фоцени звичайні (Phocoena phocoena).

## Населені пункти
У пониззі лиману (на лівому березі) розташований порт Південний. На берегах лиману чимало сіл і селищ: Григорівка, Нові Білярі, Білярі та інші. На правому березі розташований Одеський припортовий завод. 26 листопада 2012 на узбережжі лиману стартувало будівництво термінала для отримання та регазифікації зрідженого газу.

## Фотографії

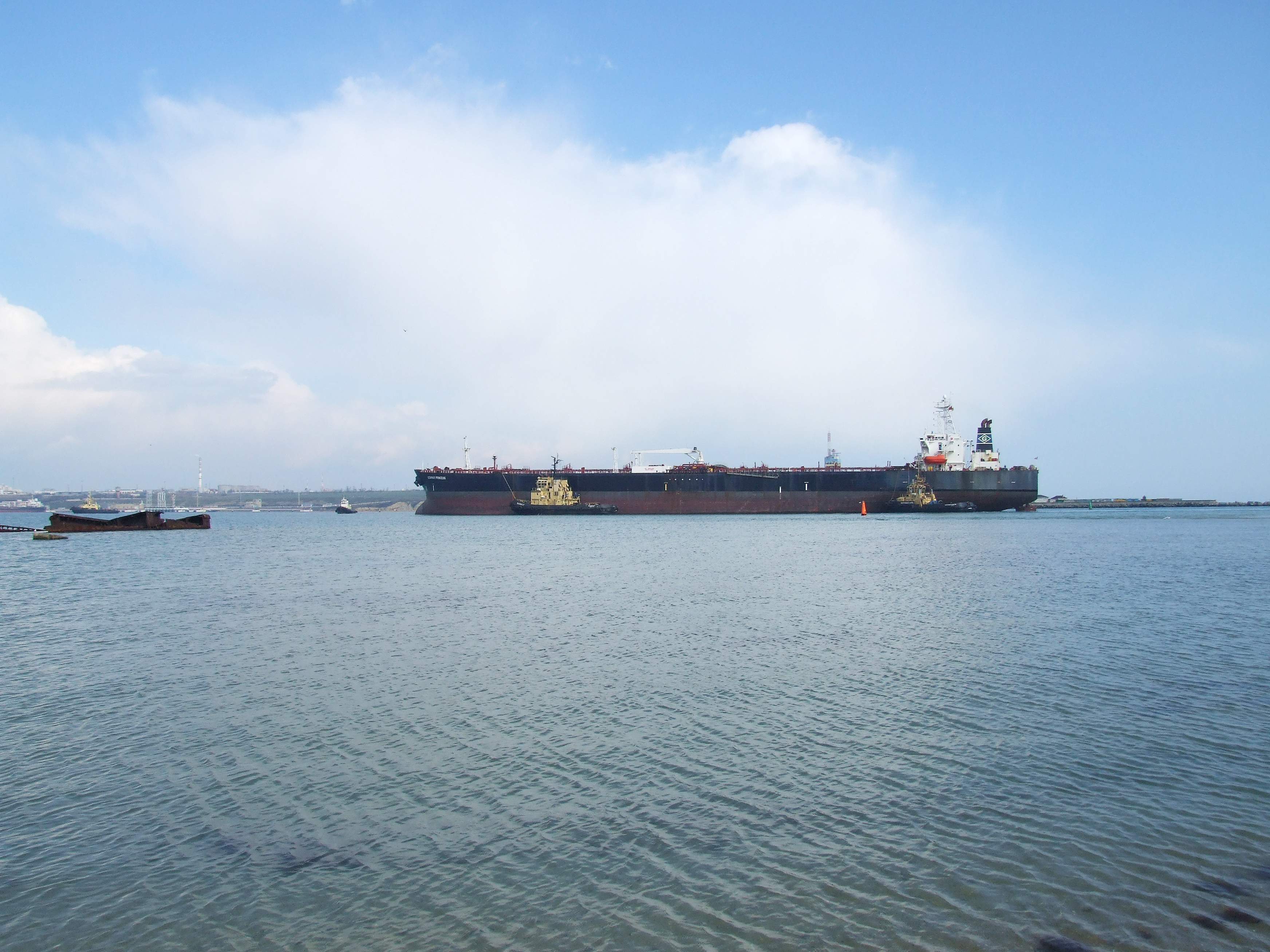
Вантажне судно заходить до лиману через канал
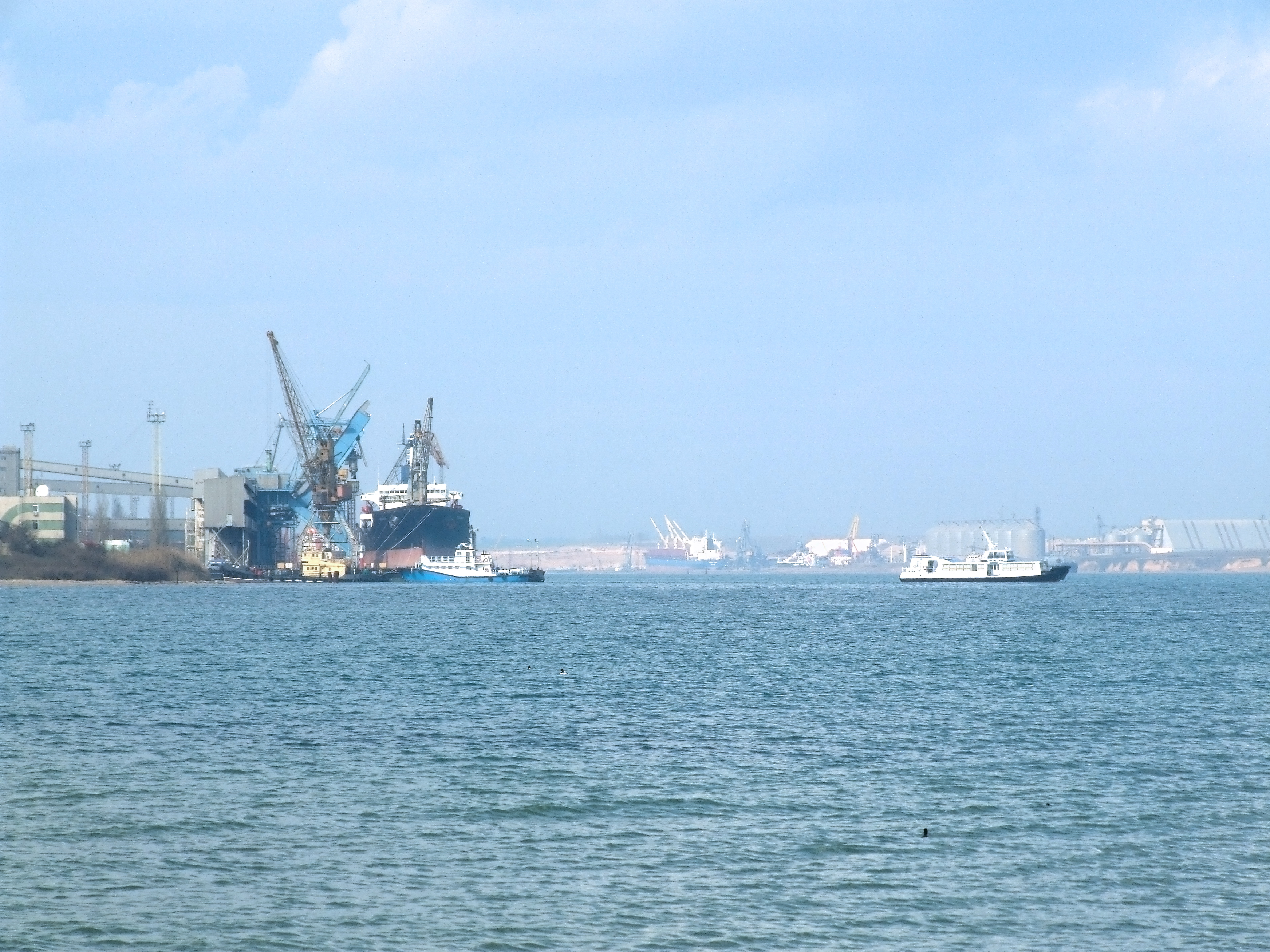
Порт Південний на березі лиману
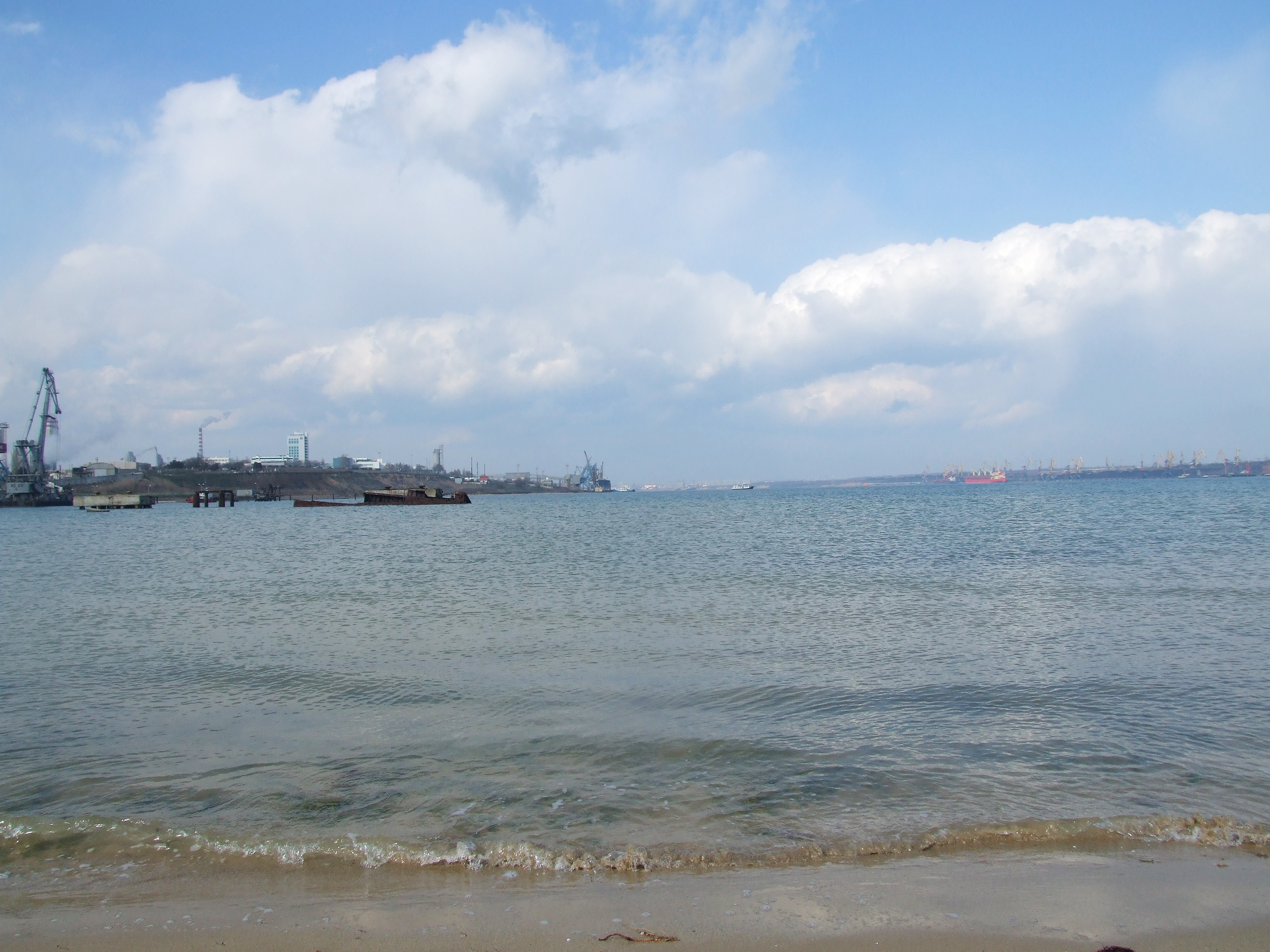
Вигляд на приморську частину лиману
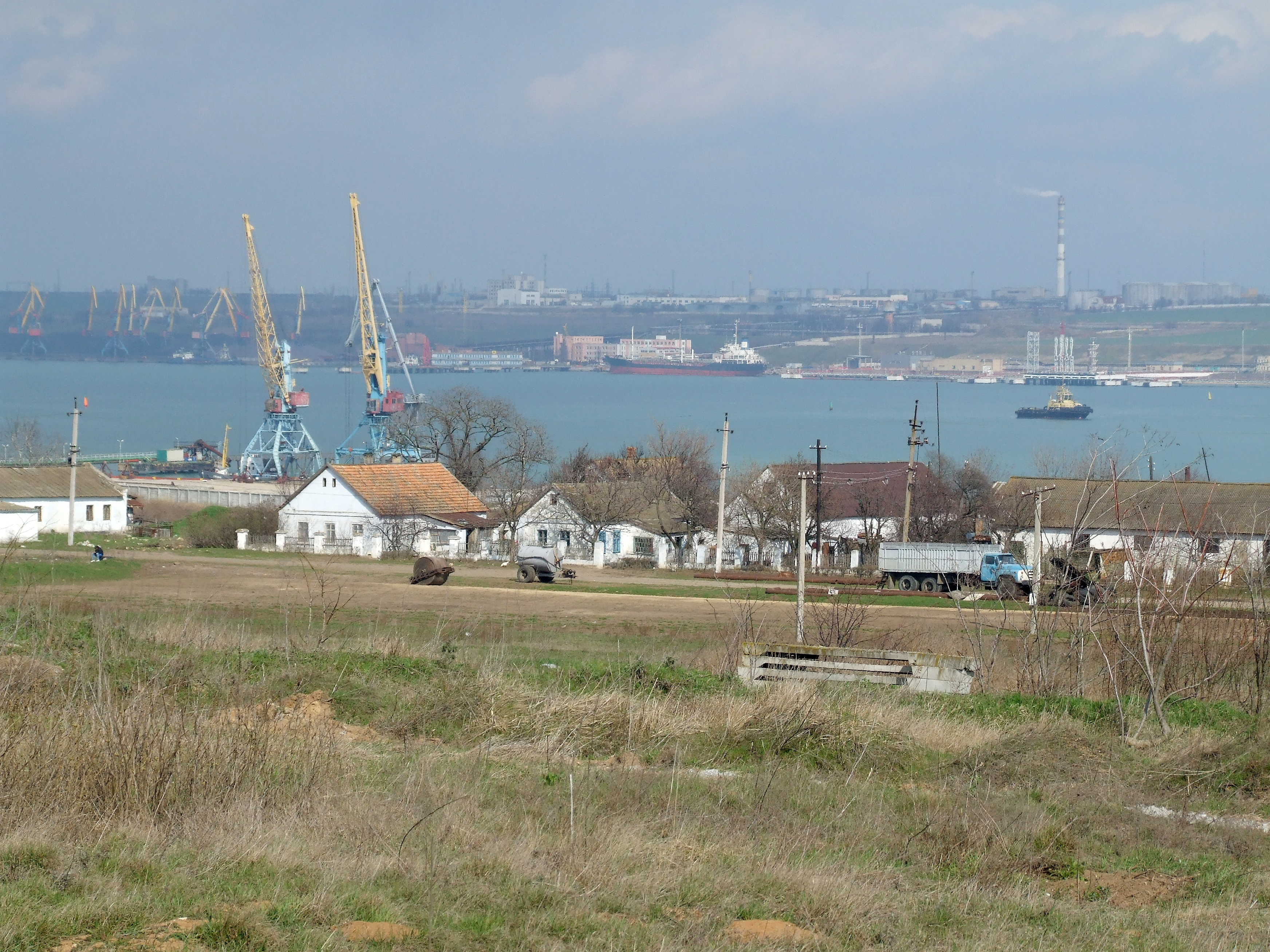
Вигляд на село Григорівку
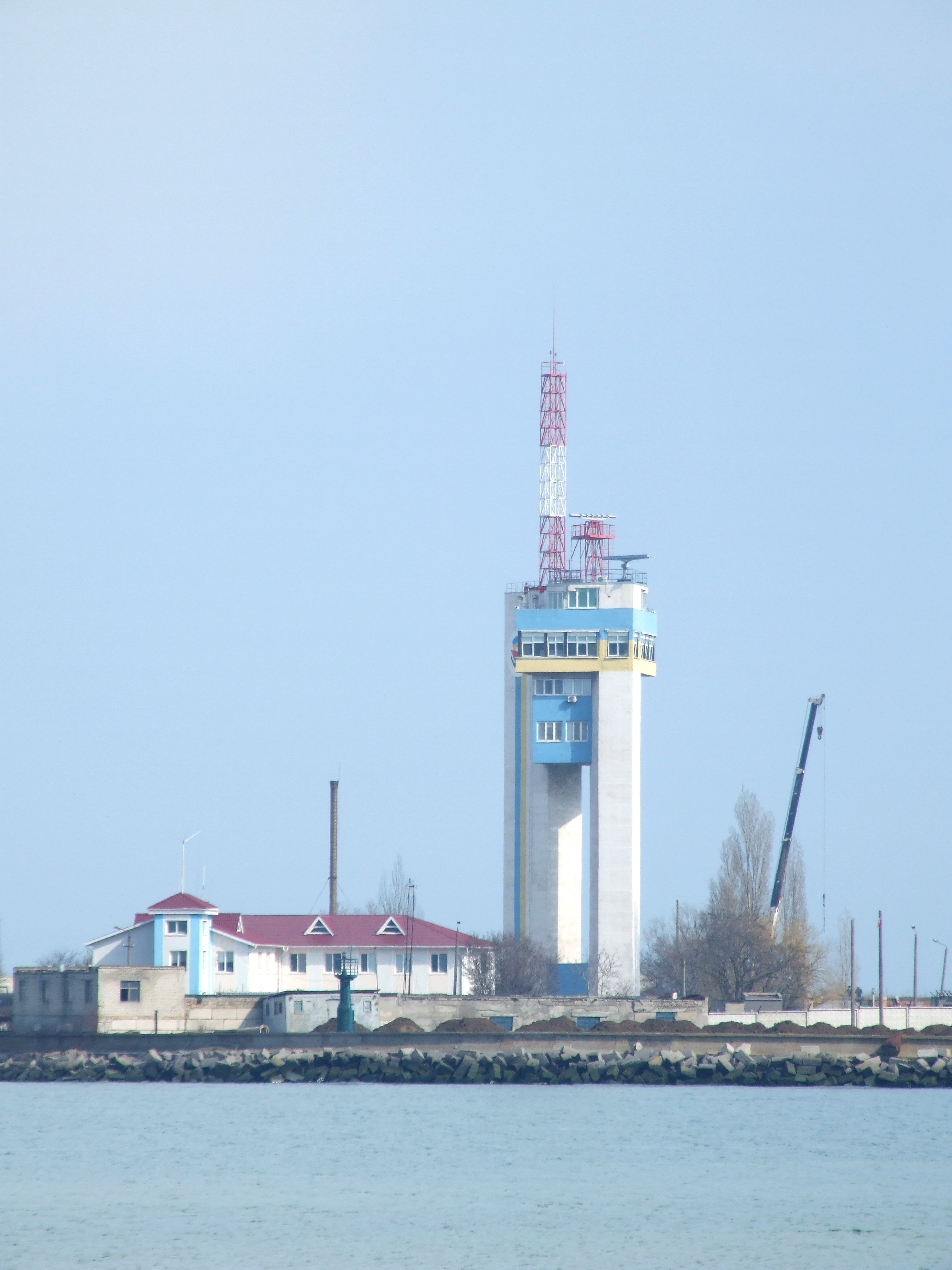
Берегова радіолокаційна станція біля порту Південний
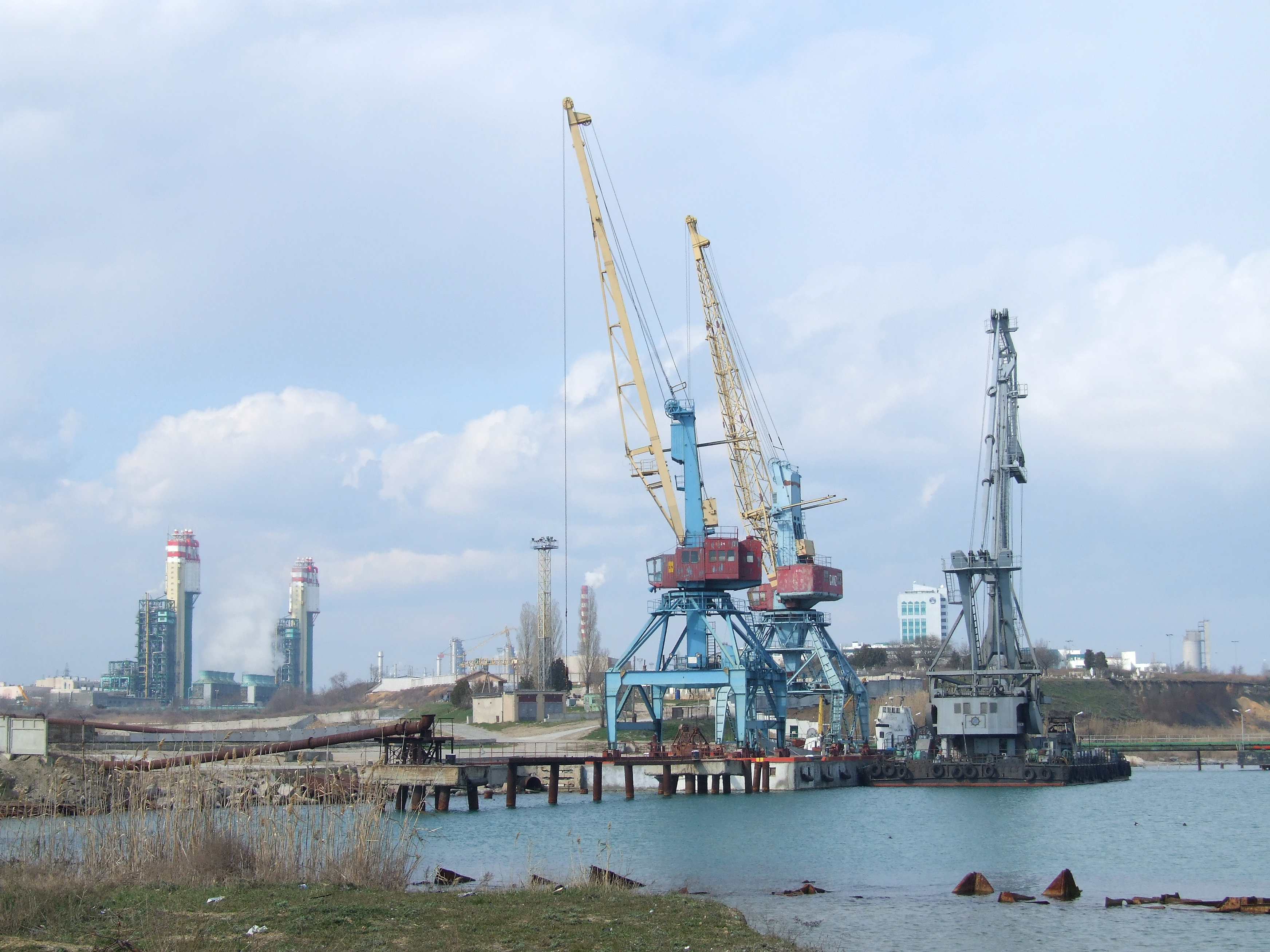
Вид на порт Південний